# Jean René Moreaux

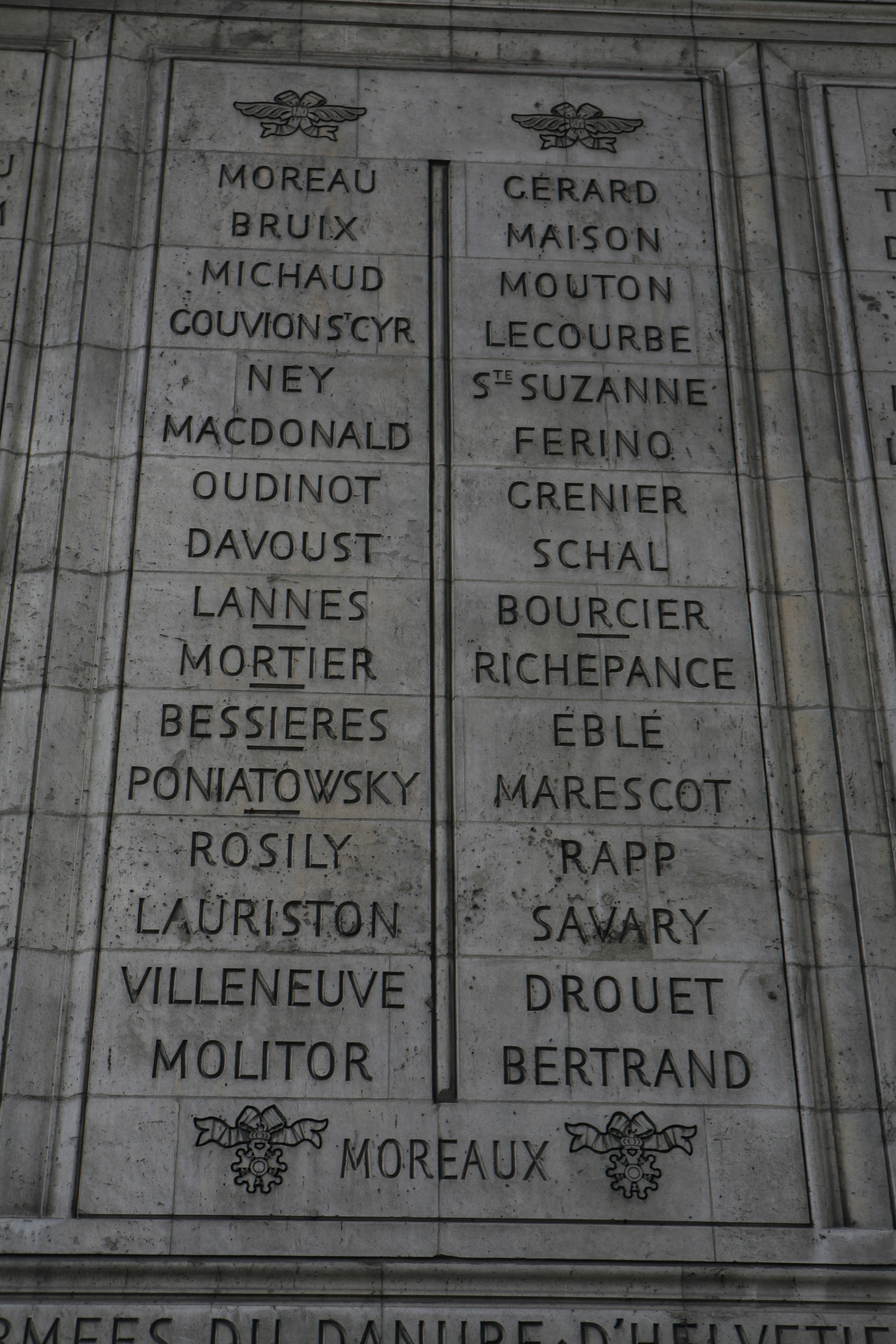
Moreaux' Name, auf dem Arc de triomphe de l’Étoile (Ostpfeiler, 13. und 14. Kolonne, ganz unten)

Jean René Moreaux (* 14. März 1758 in Rocroi (Département Ardennes); † 11. Februar 1795 in Thionville (Département Moselle)) war ein französischer Général de division der Revolutionsarmee.
Er war der Sohn von Geoffroy Moreaux, Schankwirt und Bauunternehmer und der Marie Mangin.
Am 11. Februar 1782 heiratete er Marie Collardeau, die aus begüterter Familie auf dem Rocroi-Plateau stammte. Er führt zu dieser Zeit ein ruhiges Leben, das der Arbeit, seiner Familie und seinen fünf Kindern gewidmet war, bis die Revolution diese Idylle störte.

## Militärkarriere
Seinen Militärdienst begann er im Alter von 18 Jahren. Er diente zunächst kurz im Régiment Royal-La Marine und wechselte am 1. März 1776 in das neu aufgestellte Régiment d’Auxerrois. Hier war er erst als Füsilier und ab dem 1. Januar 1777 als Grenadier eingesetzt. Während des Amerikanischen Unabhängigkeitskrieges kam er mit dem späteren General Jourdan zusammen. In der Seeschlacht vor St. Lucia am 15. Dezember wurde Moreaux, der sich auf einem der französischen Schiffe befand von einer Kugel getroffen, was ein gebrochenes Bein zur Folge hatte.
Am 14. November 1779 aus dem Militärdienst entlassen, kehrte er nach Rocroi zurück und übernahm das  Baugeschäft seines Vaters, das auf militärische Projekte spezialisiert war. Seine diesbezüglichen Kenntnisse führten dazu, dass er 1794/1795 die pioniertechnische Organisation bei der Belagerung von Luxemburg übernahm.

## Revolutionszeit
Am 21. September 1789 wurde Marceaqux zum Major der Garde nationale von Rocroi gewählt. Er organisierte die Bürgerwehr und wurde am 20. September 1791 zum Lieutenant-colonel en premier (Erster Oberstleutnant) des „1er bataillon de volontaires des Ardennes“ (1. Bataillon der Freiwilligen der Ardennen) gewählt. Sein Schwiegervater übernahm seinen Posten bei der Garde nationale. Zu Garnison von Thionville eingeteilt, war er vom 24. August bis 16. Oktober bei der Verteidigung der von den Koalitionstruppen unter dem Kommando von Friedrich Ludwig von Hohenlohe-Ingelfingen-Öhringen belagerten Stadt eingesetzt und kam anschließend nach Longwy.

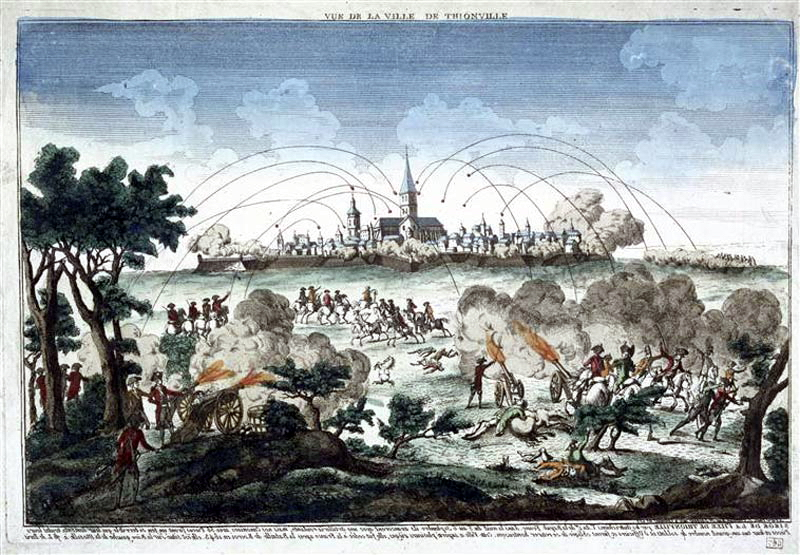
Belagerung von Thionville 1792

Am 15. Mai 1793 wurde er zum Général de brigade befördert und mit gleichem Datum der Armée de la Moselle zugeteilt. Hier unterstand er dem Général Pully. Bei der Einnahme von Leimen (Pfalz) wurde er am 22. Juli 1793 verwundet.
Die Beförderung zu Général de division erfolgte am 30. Juli 1793. Als Nachfolger von Pully übernahm er am 6. September 1793 das Kommando über das „Corps des Vosges“ (Vogesenkorps). Am 12. und 14. September wurde er nach Pirmasens verlegt und übernahm am 24. September von Général Schauenburg das Kommando über die „Armée de la Moselle“. Aus gesundheitlichen Gründen konnte er diesen Posten jedoch nicht lange behalten und musste am 1. Oktober 1793 durch Général Delaunay ersetzt werden. Im November wurde ihm von Général Hoche das Kommando über die Truppen zwischen Sarrelouis und Longwy übertragen. Am 1. Januar 1794 konnte er Kaiserslautern und am 8. Januar Creutznach einnehmen. Am 22. März 1794 wurde ihm das Kommando über den rechten Flügel der „Armée de la Moselle“ (Divisionen Desbureaux, Moreaux und Ambert) übertragen. Er kam mit diesem Truppenteil nach Longwy und am 21. Mai 1794 nach Kaiserslautern.
Vom 2. bis 11. Juli und vom 7. bis 25. August 1794 wurde er per interim zum Kommandanten der „Armee de la Moselle“ bestellt. Am 13. Juli siegte er bei Trippstadt und am 8. August bei Pellingen. Am 9. August konnte er Trier einnehmen, anschließend Birkenfeld, Oberstein, Kirn und Trarbach. Am 16. Oktober wurde Kreuznach, am 20. Oktober Bingen und am  23. Oktober 1794 Coblentz besetzt. Am 2. November wurde die Burg Rheinfels eingenommen und von dort aus zur Belagerung von Luxemburg abmarschiert.
Er starb am  11. Februar 1795 in Thionville am Fieber, das er sich bei einem Besuch von erkrankten Soldaten zugezogen hatte.
Sein Sohn Pierre war von 1816 bis 22. November 1840 Bürgermeister von Auvillers-les-Forges. Einer seiner Enkel war Bürgermeister von  Rimogne